# Limaysaurinae
De Limaysaurinae vormen een onderfamilie van uitgestorven diplodocoïde sauropode dinosauriërs die leefden in het Boven-Krijt van Zuid-Amerika (Argentinië), tussen het Cenomanien en de Coniacien, dat wil zeggen ongeveer tussen 100,5 en 86,3 miljoen jaar geleden.

## Definitie
Limaysaurinae is gedefinieerd als een onderfamilie van de familie Rebbachisauridae, die is benoemd in 2011 door paleontoloog J. A. Whitlock en omvat het geslacht Rebbachisaurus.

## Classificatie
De Limaysaurinae worden in een zustergroep van de Rebbachisaurinae (voorheen Nigersaurinae) geplaatst, de laatste inclusief de geslachten Katepensaurus, de meest basale van de rebbachisaurines, en de Nigersaurus in de zustergroep aan een trichotomie, waaronder Demandasaurus, Rebbachisaurus en Tataouinea.
Frederico Fanti en zijn team plaatsen de oorsprong van de rebbachisauridenlijn rond 163 miljoen jaar geleden) helemaal aan het begin van het Laat-Jura, terwijl de divergentie tussen Rebbachisaurinae en Limaysaurinae zou hebben plaatsgevonden rond 134 miljoen jaar geleden in het Vroeg-Krijt (Hauterivien)